# Podda
Podda († zwischen 747 und 758) war Bischof von Hereford. Er wurde 741 zum Bischof geweiht und trat sein Amt gleichen Jahr an. Er starb zwischen 747 und 758.